# 40P/Väisälä
La Cometa Väisälä 1, formalmente indicata come 40P/Väisälä, è una cometa periodica del Sistema solare, appartenente alla famiglia delle comete gioviane. È stata scoperta dall'astronomo Yrjö Väisälä l'8 febbraio 1939 dall'Osservatorio di Turku in Finlandia.

## Storia osservativa
La cometa fu scoperta tramite l'ausilio di apparecchiatura fotografica nell'ambito di un programma per l'individuazione degli asteroidi dell'Università di Turku e fu inizialmente classificata come tale. Fu riconosciuta la sua natura cometaria in seguito all'individuazione di alcune immagini di pre-scoperta, ovvero ottenute precedentemente alla data della sua scoperta. La cometa si mantenne debole, raggiungendo al massimo la 15ª magnitudine.
Liisi Oterma ne calcolò l'orbita e predisse il suo ritorno nel 1949. La cometa fu recuperata da Antonín Mrkos dall'Osservatorio astronomico di Skalnaté Pleso, in Slovacchia, il 19 dicembre 1949. La cometa aveva già oltrepassato il perielio e si presentava come un oggetto della 17ª magnitudine, che andò diminuendo nei mesi seguenti.
Da allora è stata osservata in tutti i successivi ritorni, rimanendo sempre piuttosto debole. Il valore massimo della sua magnitudine è stato registrato durante l'apparizione del 1960, quando ha raggiunto la 14ª magnitudine.

## Orbita
La Cometa Väisälä 1 percorre un'orbita eccentrica, inclinata di circa 11,5° rispetto al piano dell'eclittica. L'afelio, tra le orbite di Giove e di Saturno e più vicino a quest'ultimo, è a 7,98 UA dal Sole; il perielio, prossimo all'orbita di Marte, è a 1,79 UA dal Sole. La cometa completa un'orbita in circa 10,8 anni.
Durante i ritorni favorevoli, la cometa raggiunge distanze inferiori all'unità astronomica dalla Terra. Uno degli incontri più stretti avverrà il 13 marzo 2195, quando la cometa ed il nostro pianeta disteranno 0,4619 UA. Il prossimo passaggio nelle vicinanze della Terra avverrà il 24 marzo 2070, ad una distanza di 0,8794 UA.
Il nodo ascendente dell'orbita è prossimo all'orbita di Giove, e la cometa ha ripetuto, ed avrà in futuro, diversi incontri ravvicinati con il pianeta che ne hanno alterato, ed altereranno, l'orbita. I più recenti sono avvenuti il 31 dicembre 1961 a 0,41 UA, che ha aumentato la distanza perielica da 1,74 AU a 1,87 AU ed il periodo orbitale da 10,46 a 11,28 anni, ed il 22 settembre 1973 a 1,00 UA, che ha avuto effetto opposto, riducendo la distanza perielica ed il periodo orbitale ai valori correnti. Il prossimo incontro avverrà il 26 marzo 2024, a 0,8973 UA. È previsto un incontro molto stretto, a 0,0971 UA (201,954 RJ), tra Giove e la cometa il 2 dicembre 2127.